# سنگ‌نگاره‌های تانوم
حکاکی‌های صخره‌ای در تانوم (سوئدی: Hällristningsområdet i Tanum) مجموعه‌ای از سنگ‌نگاره‌ها در نزدیکی تانومسهیده، بوهوسلان، سوئد هستند که در سال ۱۹۹۴ به دلیل توجه بالایشان توسط یونسکو به عنوان میراث جهانی معرفی شدند.

## سنگ نگاره‌ها
در مجموع هزاران تصویر به نام سنگ نگاره‌های تانوم موجود است و در حدود ۶۰۰ قطعه سنگ در منطقه میراث جهانی به ثبت رسیده که در مناطق مجزا در امتداد ۲۵ کیلومتری شهر متمرکز شده‌اند و مساحتی در حدود ۵۱ هکتار (۱۲۶ جریب یا ۰٫۵ کیلومتر مربع) را پوشش می‌دهند.
این منطقه در هنگام انجام نقشه‌ها در خط ساحلی قرار داشت اما اکنون در ارتفاع ۲۵ متری قرار دارد.
در واقع مردم عصر حجر و عصر آهن اسکاندیناوی، صنعتگرانی خبره و ملوانانی ماهر بودند که البته در اسکاندیناوی تاریخ تقویمی با منطقه ای متفاوت است (عصر حجر این منطقه تقریباً ۱۸۰۰ تا ۵۰۰ قبل از میلاد است) بسیاری از سنگ نو شته‌ها قایق‌هایی را نشان می‌دهند که به نظر می‌رسد برخی از آنها از نوع Hjortspring هستند که حدود ۱۲ مسافر را حمل می‌کنند. همچنین ارابه یا گاری نیز به تصویر کشیده شده‌است.
دیگر نگاره‌ها انسان را با کمان، نیزه یا تبر و برخی صحنه‌های شکار را به تصویر می‌کشند یا انسانی در گاوآهن که توسط دو گاو کشیده می‌شود و شلاقی شبیه به یک شاخه با ریسمان‌هایی که ممکن است محصول چرمی و دباغی شده پوست گاو نر باشد در دست دارد.
ویتلیکهال از بزرگترین صخره‌های سنگ نگاره‌های عصر حجر نوردیک در اسکاندیناوی واقع در تانومسهیده است که ۲۲ متر ارتفاع و ۶ متر عرض دارد. این اثر شامل ۳۰۰ حکاکی از انواع صحنه‌ها، افراد و اشیاء است.
لازم است بدانید که صخره نگاری‌ها به دلیل باران‌های اسیدی ممکن است در معرض فرسایش قرار بگیرند و قطعاتی از آنها به‌طور دائم یا در زمان‌های خاصی از سال پوشیده می‌شوند هرچند برخی از آنها را به رنگ قرمز رنگ آمیزی کرده‌اند تا برای گردشگران نمایی بهتر داشته باشند اما کاوشگران معتقند هرگونه تغییر در ظاهر آن‌ها باعث حذف اصالت و تغییر هویت بصری نگاره‌ها خواهد شد.

## تاریخچه
پیتر آلفسون، پزشک و استاد نروژی، نقاشی‌هایی با جوهر از برخی کنده کاری‌ها ساخت و اولین احتمالات خود را از این تصاویر در سال ۱۶۲۷ به ثبت رسانید.
در سال ۱۷۹۲ «کارل گوستاف گوتفرید هیلفلینگ» اولین ثبت حرفه ای از این سنگ نگاره‌ها را به «پهر تام» نجیب‌زاده عصر خود فرستاد و در ادامه این پژوهش‌ها تعدادی از کاوش‌ها و مدارک در اوایل قرن ۱۹ انجام شد که عمدتاً توسط کارل گئورگ برونیوس و اکسل امانوئل هولمبرگ رهبری می‌شد، که تحقیقات و مناظراتی در مورد زمان ثبت حکاکی‌ها داشتند. تا اواخر قرن نوزدهم استدلال‌های محکمی برای تاریخچه این آثار پذیرفته نشد تا اینکه اسکار مونتلیوس و ویکتور ریدبرگ شواهدی تاریخی دال بر عصر حجر در اوایل قرن بیستم ارائه کردند. سرانجام مطالعات بیشتر بر روی معانی پشت نقاشی‌ها در اواخر همان قرن باعث شد تا سن تقریبی، به عصر حجر ثبت شود.
این سایت در سال ۱۹۹۴ توسط یونسکو به عنوان میراث جهانی نامگذاری شد و در مجموع حدود ۴۵ کیلومتر مربع را شامل می‌شود. تقریباً ۱۰۰۰۰۰ نفر در سال از آن بازدید می‌کنند، اگرچه بازدیدکنندگان مجاز به راه رفتن یا لمس کردن نقاشی‌ها نیستند.